# Elionurus platypus
Elionurus platypus är en gräsart som först beskrevs av Carl Bernhard von Trinius, och fick sitt nu gällande namn av Eduard Hackel. Elionurus platypus ingår i släktet Elionurus och familjen gräs. Inga underarter finns listade i Catalogue of Life.